# Адельгиз I (герцог Сполето)
Адельгиз (Адельхис, Адельгис) I (лат. Adelgis I; ум. после 861) — граф Брешиа с 824, герцог Сполето 824—834, граф Пармы с 824, граф Кремоны в 840-е, сын герцога Сполето Суппо I.

## Биография
Об Адельгизе известно довольно мало. После смерти брата он был назначен герцогом Сполето, однако в 834 году герцогом был назначен бывший граф Нанта Ламберт I. Причины смещения Адельгиза неизвестно.
Во владения Адельгиза входили Эмилия и восточная Ломбардия. Среди его владений называются Парма (в 830-е) и Кремона (в 840-е). Кроме того, вероятно, в его владения входила Брешиа, родовое владение Суппонидов.

## Брак и дети
Имя жены Адельгиза неизвестно. Известные дети:
- Суппо II, граф Пармы, Асти и Турина
- Эгфред
- Ардинг

По мнению Эдуарда Главички, дочерью Адельгиза была императрица Ангельберга (ок. 830—896/901), жена короля Италии и императора Людовика II. Эта гипотеза в настоящее время принимается рядом историков.